# Cratere Kundt

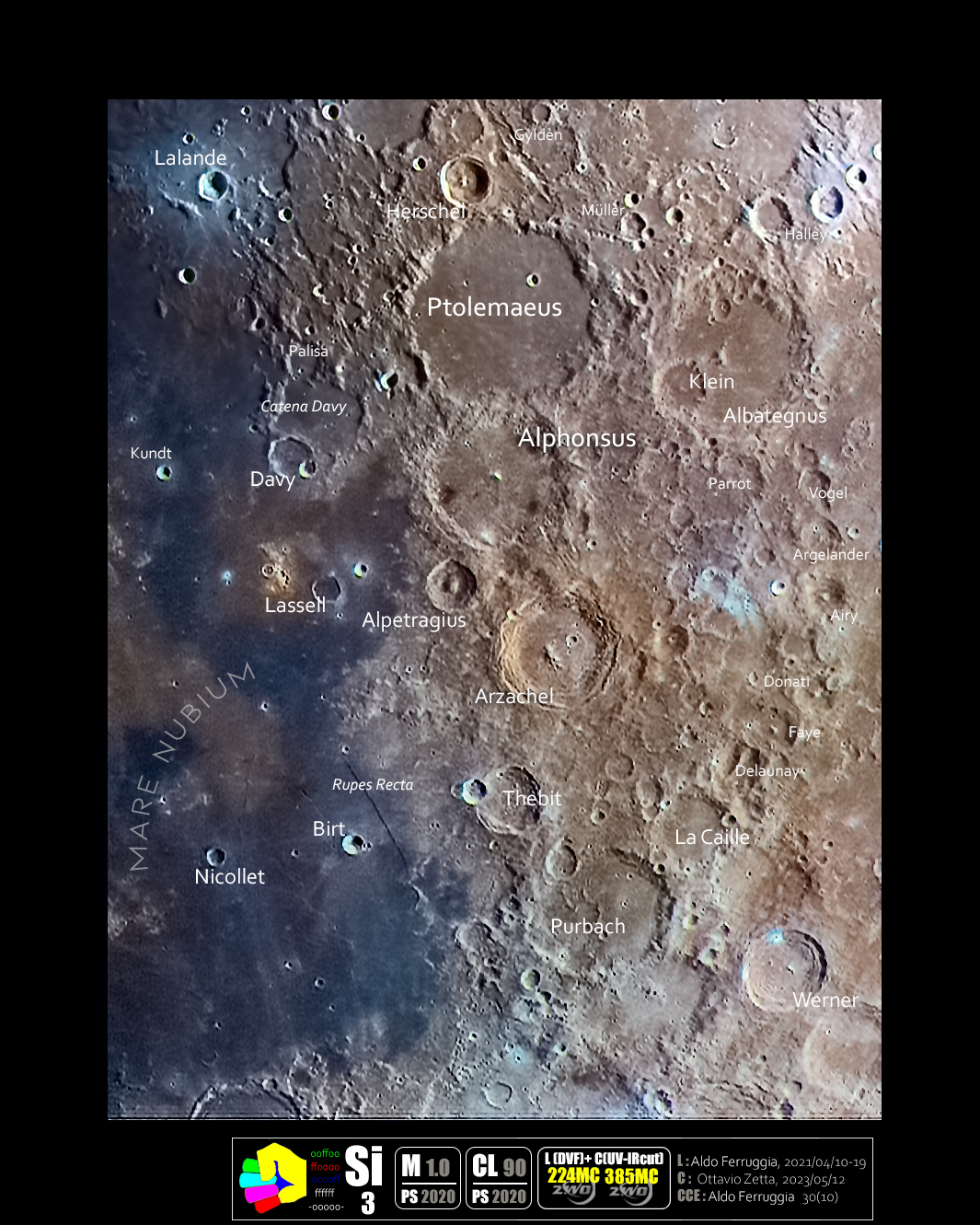
Il cratere (a sinistra)con le strutture vicine in una Immagine Selenocromatica(Si)

Kundt è un cratere lunare di 10,31 km situato nella parte sud-occidentale della faccia visibile della Luna.